# Guayayara
Los guayayaras, también conocidos como teneteharas, son un pueblo originario de los bosques de las cuencas alta y media de los ríos Mearim, Pindaré y Grajaú, en el centro del estado de Maranhão, Brasil. Viven actualmente en once tierras indígenas, en los municipios de Grajaú, Amarante, Bom Jardim, Santa Luzia, Montes Altos, Sítio Novo, Barra do Corda y Monção.

## Lengua
Su idioma es el tenetehara, del Grupo IV de la familia tupi-guaraní.

## Historia
En 1615, en el río Pindaré, tuvieron contacto con una expedición exploradora francesa. Hasta mediados del siglo XVII fueron diezmados por las incursiones esclavistas de los portugueses. Esta situación cambió con la instalación de misiones jesuitas entre 1653 y 1755, que los protegieron de la esclavitud, pero imponían un sistema paternalista de dependencia y servidumbre. Tras la expulsión de los jesuitas por el rey de Portugal, los Guayayara redujeron sus contactos con los colonos. A partir de mediados del siglo XIX, fueron sometidos a formas de explotación extrema, como cosecheros, cargueros o remeros, por ejemplo.
En 1901 se rebelaron contra los misioneros capuchinos y los colonos establecidos desde 1897 en Alto Alegre. El cacique Cauiré Imana reunió aun gran número de aldeas para destruir la misión y expulsar a todos los blancos de la región entre las ciudades de Barra do Corda y Grajaú. Los indígenas fueron derrotados después de varios meses por el Ejército, la Policía Militar que acudieron a apoyar las milicias de los colonos.
Entre 1952 y 1995 se estableció en territorio indígena una colonización ilegal denominada São Pedro dos Cacetes, la cual siempre estuvo enfrentada con los Guayayara. Nuevos conflictos violentos surgieron en la década de 1970, debido a la expansión de los latifundios en el centro de Maranhão. Otros problemas aparecieron desde los años 1980 con las empresas madereras y con el Programa Grande Carajá.

## Tierras indígenas
Actualmente, las tierras indígenas homologadas de Araribóia, Bacurizinho y Caña Brava albergan cerca del 85% de la población guayayara. En Carú y Araribóia, además de los Guayayara viven grupos de Guajá; grupos Tabayara en Governador y Río Pindaré; y, Guaraní, Krenyê y Kokuiregatejê, en Río Pindaré. Los Guayayara viven en minoría en Gobernador, donde los Gavião-Pukobyê son mayoría, y en Krikatí, donde son mayoría los Timbira-Krikatí, que ya no hablan su propio idioma.